# Carl Anton Ewald
Carl Anton Ewald (ur. 30 października 1845 w Berlinie, zm. 20 września 1915 w Berlinie) – niemiecki lekarz gastroenterolog.

## Życiorys
Jego bratem był fizjolog Ernst Julius Richard Ewald (1855–1921).
W 1870 otrzymał tytuł doktora medycyny na Uniwersytecie Fryderyka Wilhelma w Berlinie. Następnie został asystentem Friedricha Theodora von Frerichsa. W 1888 został ordynatorem szpitalu Augusty w Berlinie. Przez wiele lat był redaktorem Berliner klinische Wochenschrift.